# Numenes delta
Numenes delta är en fjärilsart som beskrevs av Embrik Strand 1915. Numenes delta ingår i släktet Numenes och familjen tofsspinnare. Inga underarter finns listade i Catalogue of Life.